# Gestreepte goudspanner
De gestreepte goudspanner (Camptogramma bilineata) is een nachtvlinder uit de familie van de spanners. De vlinder komt algemeen voor in Nederland en België. Daarnaast komt de gestreepte goudspanner voor in de rest van Europa, Noord-Amerika en Azië.
De vliegtijd van deze vlinder ligt tussen half mei en begin september. De gestreepte goudspanner vliegt in één tot twee generaties per jaar. De spanwijdte bedraagt tussen de 20 en 25 millimeter.
Voedselplanten voor de rups zijn diverse kruidachtige planten, onder andere vogelmuur en planten uit de duizendknoopfamilie. Volwassen vlinders worden aangetrokken door onder ander kruiskruid en valeriaan.

## Voorkomen
Het verspreidingsgebied loopt vanuit Noord-Afrika en het Iberisch schiereiland over West- en Midden-Europa, inclusief de Britse eilanden tot de Altai in het oosten. In het noorden strekt het verspreidingsgebied zich uit tot het noorden van Fennoscandia, in het zuiden tot Malta. De zuidwestelijke omvang van het verspreidingsgebied omvat het westelijke Middellandse Zeegebied, de Balkan, Klein-Azië, het noorden van Iran en Turkmenistan.

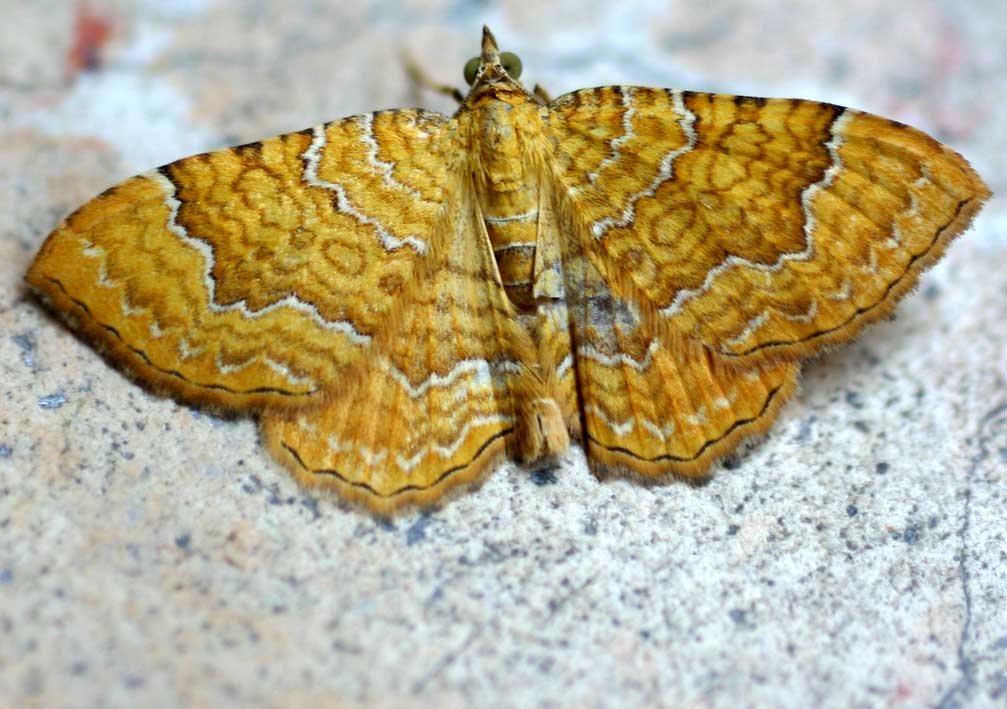
Mannelijk
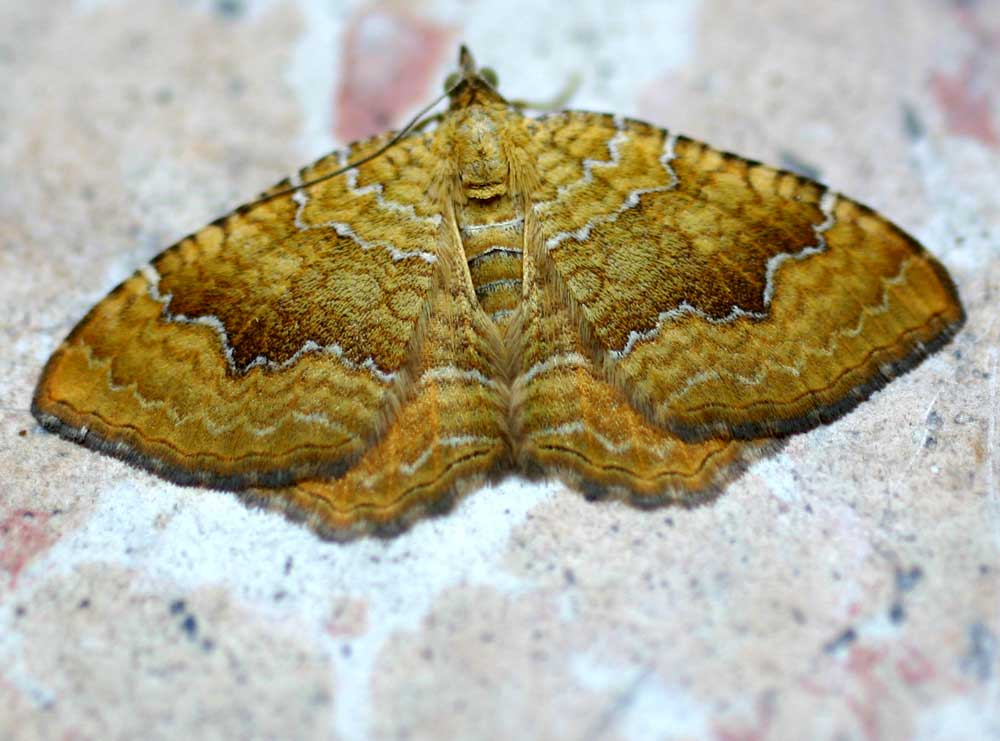
Vrouwelijk